# Công quốc Massa và Carrara
Công quốc Massa và Carrara (tiếng Ý: Ducato di Massa e Principato di Carrara; tiếng Anh: Duchy of Massa and Carrara) là một nhà nước nằm trên Bán đảo Ý, kiểm soát các thị trấn Massa và Carrara; khu vực hiện nay là tỉnh Massa-Carrara, vùng Toscana của nước Ý.
Phần lõi của công quốc này được hình thành vào ngày 22/02/1473 khi Iacopo Malaspina, Hầu tước của Massa, mua lại Lãnh địa Carrara (các làng Carrara, Moneta và Avenza). Lúc đầu, hầu tước cư trú ở Carrara, nhưng Carrara thường xuyên bị quân Pháp xâm lược, ông chuyển đến Massa. Năm 1558, hầu quốc Massa xin Hoàng đế Karl V của Thánh chế La Mã nâng lãnh thổ lên hàng công quốc. Năm 1568, Massa được Hoàng đế Maximilian II của Thánh chế La Mã trao quyền công quốc.
Dưới thời Napoleon Bonaparte, công quốc Massa và Carrara bị sáp nhập vào Cộng hoà Cispadane và sau đó là Thân vương quốc Lucca và Piombino do em gái của ông là Élisa Bonaparte cai trị. Sau khi chế độ Napoleon sụp đổ, Đại hội Viên đã cho khôi phục lại công quốc Massa và Carrara.
Năm 1829, sau cái chết của Mary Beatrice, Công quốc Massa và Carrara được sáp nhập vào Công quốc Modena và Reggio bởi con trai của bà Francis IV, Công tước của Modena.
Năm 1859, với việc phế truất Francis IV, Công tước của Modena, Công quốc Modena và Reggio (cũng bao gồm các lãnh thổ của Massa và Carrara) được sáp nhập vĩnh viễn với Vương quốc Sardinia, lập ra tỉnh Massa-Carrara vào tháng 12/1859 và tồn tại đến tận ngày nay.